# Death Sentence
Death Sentence är en amerikansk action-, drama- och thrillerfilm från 2007 i regi av James Wan. Filmens manus, skrivet av Ian Jeffers, bygger på romanen I dödens cirklar av författaren Brian Garfield. Filmen hade premiär 31 augusti 2007 i USA.

## Handling
Filmen handlar om Nick Hume (Kevin Bacon) som är chef för ett företag. Han är gift med Helen Hume (Kelly Preston) och de har två barn; Brendan Hume (Stuart Lafferty) och Lucas Hume (Jordan Garrett). En kväll blir han det enda vittnet som såg sin sons död, vilket förändrar hans liv till en stor förtvivlan. Han försöker hämnas på de som dödade hans son men förlorar en annan familjemedlem till slut.

## Rollista (urval)
- Kevin Bacon - Nick Hume
- Garrett Hedlund - Billy Darley
- Kelly Preston - Helen Hume
- Jordan Garrett - Lucas Hume
- Stuart Lafferty - Brendan Hume
- Aisha Tyler - Jessica Wallis, polisinspektör
- John Goodman - Bones Darley
- Matt O'Leary - Joe Darley
- Edi Gathegi - Bodie